# Club Atlético Yale
El Club Atlético Yale es un equipo de baloncesto uruguayo ubicado en el barrio Jacinto Vera, Montevideo. En su rama masculina, en el año 2025, compite en la Liga de Ascenso (Segunda división), luego de conseguir el ascenso en la Liga DTA (Divisional Tercera de Ascenso) del año 2024. En su rama femenina también compite con gran éxito en la LFB (Liga Femenina de Básquetbol). En 2024 llegó a la final de la Copa de Oro de dicha Liga, perdiendo la serie final ante Defensor Sporting. Su gran actuación le permitió alcanzar la clasificación a la Liga Sudamericana de Clubes 2025.  
Actúa de local en su estadio del Campo de Deportes Luis Ruocco, ubicado en la calle Gustavo Gallinal 1989. También cuenta con un equipo de handball femenino, que compite en la liga ACB (Asociación de Clubes de Balonmano). 

## Historia
El Club Atlético Yale fue fundado el 12 de febrero de 1940.  
En el año 2025 el C.A. Yale celebra su 85 aniversario. 
Yale tiene un título en 3.ª División y tiene una participación en 1999 en el extinto Campeonato Federal (máxima categoría). 
El Torneo Metropolitano 2010 (Uruguay) se denominó 70 aniversario del Club Yale
La hinchada del Yale se denomina como "Los pibes del Jacinto Vera" o "Los pibes del JV", por el barrio del club. 
El club es también conocido como "el azul de Jacinto Vera". 
Su inserción barrial y su raigambre popular le ha permitido conseguir el apoyo de vecinas y vecinos para ganar en dos oportunidades el Presupuesto Participativo de la Intendencia de Montevideo. En la primera oportunidad se techó y remodeló la cancha de basquetbol del club, contando desde entonces con piso flotante. En el año 2024 se ganó con un proyecto para la construcción de un salón multiuso y remodelación de su fachada.

## ENTRENADORES
| Nombre completo    | Categorías a cargo                                              | País    |
| ------------------ | --------------------------------------------------------------- | ------- |
| Santiago Fernández | - Escuelita - U11 mixto - U12 mixto - U14 mixto - U16 masculino | Uruguay |
| Santiago Rodríguez | - U14 femenino - U16 femenino                                   | Uruguay |
| Javier Masner      | - Coordinador deportivo - U18 masculino - U20 masculino         | Uruguay |
| Gino Alderete      | - U19 femenino - Plantel de Liga Femenina                       | Uruguay |
| Ernesto Dorrego    | - Plantel de la Liga de Ascenso                                 | Uruguay |

## PREPARADORES FÍSICOS
| Nombre completo      | Categorías a cargo                         | País    |
| Francisco Magallanes | U12 mixto, U14 mixto, U16 masculino        | Uruguay |
| Alexis Lanz          | U18 masculino, U20 masculino, U19 femenino | Uruguay |
| Florencia Carretero  | U12 femenino, U14 femenino, U16 femenino   | Uruguay |
| Diego Acuña          | Plantel de Liga Femenina                   | Uruguay |
| Natalia Grignola     | Fisioterapeuta                             | Uruguay |

## PLANILLERO
| Nombre          | País    |
| --------------- | ------- |
| Rodrigo Delucci | Uruguay |